# Radlbach (Lieser)
Der Radlbach ist ein rechter Nebenfluss der Lieser in Kärnten, Österreich.

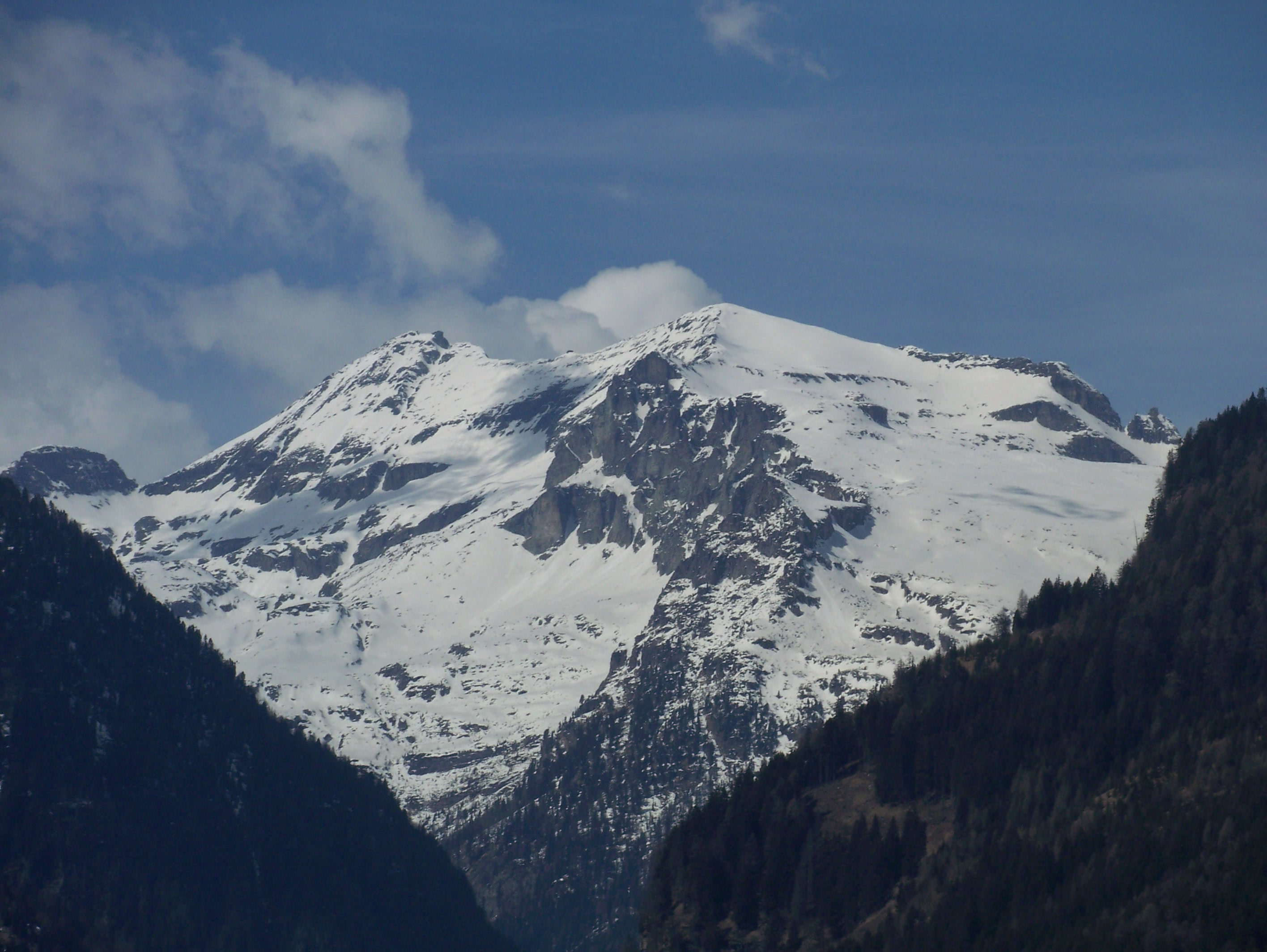
Blick durch den Radlgraben auf das Reißeck

## Verlauf
Der Radlbach entsteht südlich des Reißeck als Abfluss des Oberen Sees, fließt durch den Radlsee und über eine Steilstufe in die Rubenthaleralm. Der weitere Verlauf führt in ostsüdöstlicher Richtung durch den 1500 Meter tief eingeschnittenen Radlgraben zum Ort Trebesing, wo der Bach in die Lieser mündet.
Sein Einzugsgebiet umfasst eine Fläche von 46,8 Quadratkilometern und liegt zur Gänze in der Gemeinde Trebesing.

## Geschichte
Ab der Mitte des 16. Jahrhunderts wurde im Radlgraben Eisenerz abgebaut, 100 Jahre später auch nach Gold und Silber geschürft. Die Herren von Malenthein bauten das Jagdschloss Malenthein in Radl. Sie betrieben ein Hammerwerk und einen Schmelzofen, dessen Reste noch in Radl zu sehen sind. Im Jahr 1930 wurde der Erzabbau eingestellt.

## Berge
Das Quellgebiet des Radlbachs wird auf drei Seiten von Bergen umgeben. Im Nordosten beginnend sind dies gegen den Uhrzeigersinn Zinkenspitzen (2340 m), Reißeck (2965 m), Radleck (2802 m) und Hohe Leier (2774 m). Der Radlgraben wird im Norden begrenzt von Rotem Nock (2498 m) und Bartlmann (2413 m), im Süden von Königsangerspitze (2734 m), Gmeineck (2592 m) und Stoder (2433 m).

## Nebenbäche
Die wichtigsten Nebenbäche des Radlbachs sind:
| Name                | Mündungsseite | Mündungsort        | Einzugsgebiet in km² |
| ------------------- | ------------- | ------------------ | -------------------- |
| Kesselbach          | rechts        |                    | 3,3                  |
| Roßbach             | links         | Rubenthaleralm     | 4,8                  |
| Maisbach (Maißbach) | rechts        |                    | 6,9                  |
| Zlattingbach        | rechts        | Trebesinger Hütten | 2,2                  |

## Mineralquellen
Im Radlgraben befinden sich zwei Mineralquellen, die jedoch nicht kommerziell genutzt werden.

## Energiegewinnung
Das Wasser aus dem Radlsee wird durch einen Tunnel der Kraftwerksgruppe Reißeck-Kreuzeck zur Erzeugung elektrischer Energie zugeführt.